# Castagneto (Cava de' Tirreni)
Castagneto è una delle frazioni di Cava de' Tirreni, in provincia di Salerno.

## Geografia fisica
La frazione sorge a sud-ovest di Cava, non distante dal presidio ospedialiero S.Maria dell'Olmo (sulla SS 18) e sulla strada provinciale verso Vietri sul Mare, via Dragonea.

## Caratteristiche
Il suo nome deriva dai numerosi boschi di castagno disseminati lungo la collina dove sorge la frazione; oltre ai castagni, numerose altre specie di piante ed animali vivono in tali boschi.
A Castagneto si conservano inoltre numerose ville ottocentesche molto belle (Casa Orilia, Villa Cavaliere e Villa Cardinale, Villa Fittipaldi), quasi tutte ancora abitate; la frazione fu una nota stazione di sosta per l'itinerario del Grand Tour, in quanto era una strada obbligatoria per i viaggiatori che volevano raggiungere la costiera amalfitana.
Castagneto compare anche nei quadri dei pittori della scuola di Posillipo, che ne hanno spesso immortalato il pittoresco paesaggio.

## Storia
Nel Medioevo, la strada che collegava Cava de' Tirreni a Vietri sul Mare affiancava il torrente Bonea e passava per la località di Vetranto, dove sono stati rinvenuti vari reperti archeologici che dimostrano la presenza umana nella zona perlomeno fin dai tempi dei Romani.
A Vetranto si trova la chiesa di Santa Maria della Purificazione, risalente all'anno 1000. L'edificio danneggiato prima dai bombardamenti della seconda guerra mondiale, poi dal terremoto del 1980, è stato solo in parte restaurato e riaperto al culto nel 2012.
Durante la seconda guerra mondiale, a seguito dello sbarco a Salerno delle truppe Alleate, la ridente frazione si trovò sulla linea del fronte e coinvolta nei rastrellamenti posti in essere dalle truppe tedesche che miravano alla cattura degli uomini da portare nei campi di concentramento. Ma, il 16 settembre 1943, tale piano dei tedeschi non riuscì grazie all'eroico intervento di un abitante del luogo. Il maggiore di artiglieria Pasquale Capone ritornato a casa dal fronte dell'Africa Settentrionale, collocato in aspettativa per malattia, sprezzante della morte non esitò ad aprire il fuoco con armi proprie sul drappello tedesco consentendo ai civili catturati di darsi alla fuga; il capitano fu preso dai tedeschi ed all'istante fucilato.